# فرودگاه زنجان
فرودگاه بین‌المللی شهدای زنجان (یاتا: JWN، ایکائو: OITZ) یکی از فرودگاه‌های فعال ایران از نوع مرز هوایی می‌باشد که در مرکز استان زنجان، شهر زنجان واقع شده‌است. فرودگاه شهدای زنجان، تنها فرودگاه استان زنجان می‌باشد، که عملیات احداث آن در سال ۱۳۶۹ بنا به نیازهای موجود در استان، آغاز گشته و پس از تقریباً ۱۰ سال و در سال ۱۳۷۹ افتتاح گردید. در حال حاضر فرودگاه زنجان زیرمجموعه شرکت فرودگاه‌های و ناوبری هوایی ایران می‌باشد. با توجه به مصوبه دولت مبنی بر تبدیل فرودگاه زنجان به مرز هوایی در اردیبهشت ۹۱ نیز نخستین پرواز خارجی به مقصد عربستان انجام شد.
در فرودگاه زنجان همه مجموعه‌های مورد نیاز یک فرودگاه مرز هوایی با تمام تجهیزات مربوط درآن مستقر می‌باشد. این فرودگاه قابلیت پذیرش انواع هواپیماهای پهن پیکر (متناسب با CAT ایمنی زمینی فرودگاه) و هواپیماهای متوسط و هواپیماهای بدنه باریک و هواپیماهای سبک و انواع هلیکوپتر تا رده ایرباس ۳۰۰ را دارد.

## شرکت‌های هواپیمایی و مقاصد پروازی
| شرکت‌های هواپیمایی | مقصدهای پروازی |
| ----------------- | -------------- |
| هواپیمایی ماهان   | مشهد           |
| هواپیمایی کیش ایر | کیش            |